# 潜在需要
潜在需要（せんざいじゅよう）とは経営学用語の一つ。消費者がある商品を欲していると思われ、そしてそれを購入できるだけの所得があるというものの、未だに様々な事柄を要因として現実社会で顕在化していないような需要のことを言う。
反意語に、顕在需要というものが存在する。潜在需要は企業によるマーケティング活動などにより現実の需要へと変えていくということが可能であり、企業にとっては潜在需要の模索および利益化が努力目標と位置付けられる。